# راسموس ویدبک
راسموس ویدبک (دانمارکی: Rasmus Videbæk؛ زادهٔ ۲۱ فوریهٔ ۱۹۷۳) فیلم‌بردار اهل دانمارک است.
از فیلم‌هایی که وی در آن‌ها نقش داشته‌است، می‌توان به سرزمین موعود، برج تاریک، ثور: رگناروک، به‌هوای دزدیدن اسب‌ها و ۱۲ نیرومند اشاره نمود.